# Campionati del mondo di atletica leggera 2017 - 10000 metri piani maschili
La gara dei 10000 metri piani maschili dei Campionati del mondo di atletica leggera 2017 si è svolta il 4 agosto.
Durante la gara gli atleti Mohammed Ahmed e Abraham Naibei Cheroben hanno stabilito il record nazionale rispettivamente del Canada (27'02"35) e del Bahrein (27'11"08).

## Podio
| Pos.    | Atleta                  | Nazionalità   | Tempo    |
| ------- | ----------------------- | ------------- | -------- |
| Oro     | Mohamed Farah           | Gran Bretagna | 26'49"51 |
| Argento | Joshua Kiprui Cheptegei | Uganda        | 26'49"94 |
| Bronzo  | Paul Kipngetich Tanui   | Kenya         | 26'50"60 |

## Situazione pre-gara

### Record
Prima di questa competizione, il record del mondo (RM) e il record dei campionati (RC) erano i seguenti.
| Record                | Prestazione | Atleta                  | Data                             | Competizione              |
| --------------------- | ----------- | ----------------------- | -------------------------------- | ------------------------- |
| Record mondiale       | 26'17"53    | Kenenisa Bekele Etiopia | 26 agosto 2005 Bruxelles, Belgio |                           |
| Record dei campionati | 26'43"31    | Kenenisa Bekele Etiopia | 17 agosto 2009 Berlino, Germania | Campionati del mondo 2009 |

### Campioni in carica
I campioni in carica, a livello mondiale e olimpico, erano:
| Campione | Atleta                    | Prestazione | Data                                   | Competizione                |
| -------- | ------------------------- | ----------- | -------------------------------------- | --------------------------- |
| Olimpico | Mohamed Farah Regno Unito | 27'05"17    | 13 agosto 2016 Rio de Janeiro, Brasile | Giochi della XXXI Olimpiade |
| Mondiale | Mohamed Farah Regno Unito | 27'01"13    | 22 agosto 2015 Pechino, Cina           | Campionati del mondo 2015   |

### La stagione
Prima di questa gara, gli atleti con le migliori tre prestazioni dell'anno erano:
| Pos. | Atleta                    | Prestazione | Data                                    |
| ---- | ------------------------- | ----------- | --------------------------------------- |
| 1    | Abadi Hadis Etiopia       | 27'08"26    | 11 giugno 2017 Hengelo, Paesi Bassi     |
| 2    | Jemal Yimer Etiopia       | 27'09"08    | 11 giugno 2017 Hengelo, Paesi Bassi     |
| 3    | Mohamed Farah Regno Unito | 27'12"09    | 28 giugno 2017 Ostrava, Repubblica Ceca |

## Classifica
| Pos. | Atleta                    | Nazionalità   | Tempo    | Note                                     |
| ---- | ------------------------- | ------------- | -------- | ---------------------------------------- |
|      | Mohamed Farah             | Gran Bretagna | 26'49"51 | Miglior prestazione mondiale stagionale  |
|      | Joshua Kiprui Cheptegei   | Uganda        | 26'49"94 | Miglior prestazione personale            |
|      | Paul Kipngetich Tanui     | Kenya         | 26'50"60 | Miglior prestazione personale stagionale |
| 4    | Bedan Karoki Muchiri      | Kenya         | 26'52"12 | Miglior prestazione personale            |
| 5    | Jemal Yimer               | Etiopia       | 26'56"11 | Miglior prestazione personale            |
| 6    | Geoffrey Kipsang Kamworor | Kenya         | 26'57"77 | Miglior prestazione personale stagionale |
| 7    | Abadi Hadis               | Etiopia       | 26'59"19 | Miglior prestazione personale stagionale |
| 8    | Mohammed Ahmed            | Canada        | 27'02"35 | Record nazionale                         |
| 9    | Shadrack Kipchirchir      | Stati Uniti   | 27'07"55 | Miglior prestazione personale            |
| 10   | Andamlak Belihu           | Etiopia       | 27'08"94 | Miglior prestazione personale            |
| 11   | Aron Kifle                | Eritrea       | 27'09"92 | Miglior prestazione personale            |
| 12   | Abraham Naibei Cheroben   | Bahrein       | 27'11"08 | Record nazionale                         |
| 13   | Leonard Essau Korir       | Stati Uniti   | 27'20"18 | Miglior prestazione personale            |
| 14   | Timothy Toroitich         | Uganda        | 27'21"09 | Miglior prestazione personale            |
| 15   | Hassan Mead               | Stati Uniti   | 27'32"49 | Miglior prestazione personale            |
| 16   | Zane Robertson            | Nuova Zelanda | 27'48"59 | Miglior prestazione personale stagionale |
| 17   | Hiskel Tewelde            | Eritrea       | 27'49"62 | Miglior prestazione personale stagionale |
| 18   | Moses Martin Kurong       | Uganda        | 27'50"71 |                                          |
| 19   | Onesphore Nzikwinkunda    | Burundi       | 28'09"98 | Miglior prestazione personale            |
| 20   | Stephen Mokoka            | Sudafrica     | 28'14"67 | Miglior prestazione personale stagionale |
| 21   | Bayron Piedra             | Ecuador       | 28'50"72 | Miglior prestazione personale stagionale |
| 22   | Patrick Tiernan           | Australia     | 29'23"72 |                                          |
| -    | Nguse Amlosom             | Eritrea       | dnf      |                                          |
| -    | Polat Kemboi Arikan       | Turchia       | dnf      |                                          |